# Пајлот Маунтин (Северна Каролина)
Пајлот Маунтин (енгл. Pilot Mountain) град је у америчкој савезној држави Северна Каролина.

## Демографија
По попису из 2010. године број становника је 1.477, што је 196 (15,3%) становника више него 2000. године.
| Група             | 2000.         | 2010.         |
| Белци             | 1.121 (87,5%) | 1.295 (87,7%) |
| Афроамериканци    | 119 (9,3%)    | 96 (6,5%)     |
| Азијати           | 6 (0,5%)      | 13 (0,9%)     |
| Хиспаноамериканци | 16 (1,2%)     | 49 (3,3%)     |
| Укупно            | 1.281         | 1.477         |